# Кутуева, Зайнуль Мухамедовна
Зайнуль Мухамедовна Кутуева (тат. Зәйнүл Мөхәммәт кызы Кутуева; 11 марта 1903, Татарский Канадей, Кузнецкий уезд, Саратовская губерния, Российская империя — 1996, Казань, Республика Татарстан, Российская Федерация) — советский татарский фтизиатр. Главный врач Республиканского противотуберкулёзного диспансера (1947—1963). Кавалер ордена Ленина (1961), заслуженный врач РСФСР (1958), заслуженный врач Татарской АССР (1945).

## Биография

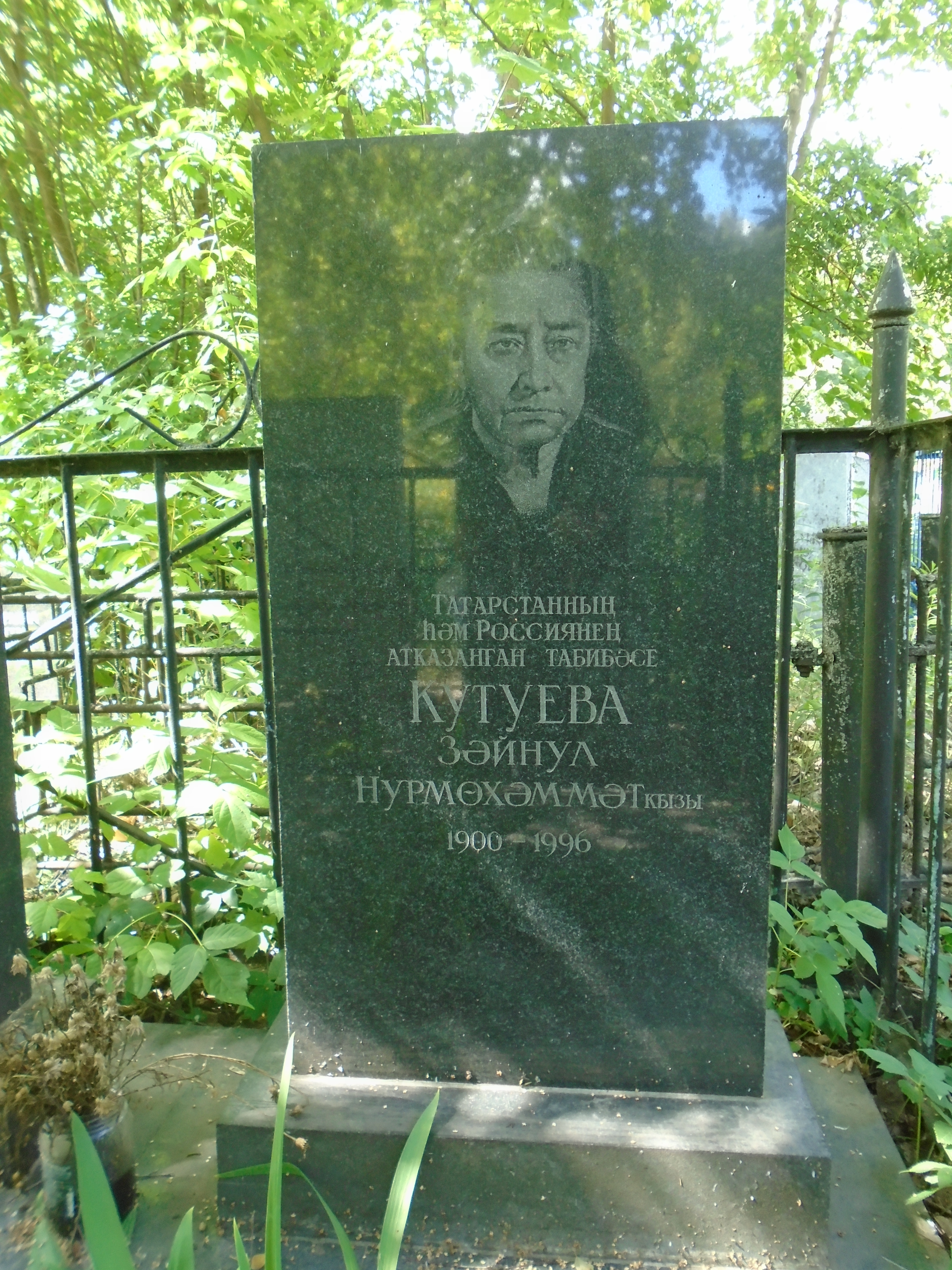
Могила Зайнуль Кутуевой

Зайнуль Мухамедовна Кутуева родилась 11 марта 1903 года в деревне Татарский Канадей Кузнецкого уезда Саратовской губернии. Настоящие имя и отчество — Зайнульгарабия Нурмухамедовна. Встречается вариант — Мухаметовна. Младший брат — Адель (Адельша) Кутуй (1903—1945), поэт. Всего в семье Кутуевых было пять сыновей и три дочери.
Родители — Нурмухамед и Дина Кутуевы. У отца было двое сыновей от первого брака и ещё шестеро детей от второй жены. Бросив занятие сельским хозяйством, в 1912 году Нурмухамед перевёз всю семью в село Алексеевска Бузулукского уезда Самарской губернии, где занялся кожевенным и мыловаренным делом, учредив собственную фабрику. Через пять лет, в 1917 году, после того, как у Кутуевых отобрали завод, семья переехала в посёлок Кряж близ Самары, где следующие годы Нурмухамед занимался бондарничеством.  В 1937 году Нурмухамед Кутуев был арестован за участие «контрреволюционной национальной организации», а в 1938 году расстрелян. Сам Кутуй в автобиографиях писал, что отец умер в 1935 году «от болезни», а «близкие к суду не привлекались».
Во время пребывания в Самаре Зайнуль вместе с братом Адельшой учились в школе имени Л. Н. Толстого, где изучили русский язык. Окончив школу в 1922 году, они поступили на подготовительные курсы Самарского государственного университета: Зайнуль была зачислена на медицинский, а Адельша на экономический факультет. В 1923 году, после закрытия университета, брат с сестрой переехали в Казань.
В 1929 году окончила медицинский факультет Казанского государственного университета имени В. И. Ульянова-Ленина. После получения образования работала в Атнинском районе, в частности, занимала пост заведующей больницей села Кулле-Кими. В 1930 году была назначена заведующей врачебной амбулаторией и одновременно заведующей отделом здравоохранения районного исполнительного комитета, а впоследствии перешла на научно-педагогическую работу в медицинских учреждениях Казани. В 1932 году стала преподавать на кафедре туберкулёза Казанского государственного института для усовершенствования врачей имени В. И. Ленина. В 1935 году закончила аспирантуру Казанского государственного медицинского института. С 1936 года трудилась ассистентом в клиническом отделении Казанского туберкулёзного института, а с 1939 года — ассистентом в КГМИ по курсу туберкулёза. После начала Великой Отечественной войны уйдя на фронт, в 1945 году Адель Кутуй умер от туберкулёза в польском городе Згеж, в чем Зайнуль себя укоряла: «Если бы Адельшу привезли в Казань, я бы его спасла». Оставила воспоминания о брате, вышедшие в 1984 году.
В 1947—1963 годах занимала пост главного врача Республиканского противотуберкулёзного диспансера. Стала организатором диспансерного обслуживания туберкулезных больных в Татарии, вылечила сотни людей, в том числе известных деятелей татарского искусства, в частности, композитора Н. Г. Жиганова, болевшего в конце 1940-х годов открытой формой туберкулёза. Является автором исследований в области полиморфизма возбудителя туберкулеза и туберкулезной аллергии, участвовала в клинических наблюдениях лечебного эффекта противотуберкулёзных вакцин.
Зайнуль Мухамедовна Кутуева скончалась в 1996 году в Казани. Похоронена на Ново-татарском кладбище.

## Награды
- Орден Ленина (13 февраля 1961 года) — за большие заслуги в области охраны здоровья советского народа и развитие медицинской науки[24].
- Почётное звание «Заслуженный врач РСФСР» (15 мая 1958 года) — за заслуги в области народного здравоохранения[25].
- Почётное звание «Заслуженный врач Татарской АССР[тат.]» (18 июля 1945 года) — за долголетнюю и добросовестную работу в области здравоохранения в связи с 25-летием образования Татарской Автономной Советской Социалистической Республики[26].
- Медали[2].

## Личная жизнь
Муж — Назих Гарипович Валеев (1906—1981), журналист, партийный работник, первый секретарь Алькеевского районного комитета ВКП(б) (1941—1943), впоследствии репрессирован и реабилитирован, а затем отправлен на фронт в железнодорожные войска, но при этом до конца жизни уважал Сталина. Старший сын — Радик Назихович Валеев (1933—1979), геолог, доктор геолого-минералогических наук. Младший сын — Диас Назихович Валеев (1938—2010), писатель, лауреат Республиканской премии имени Габдуллы Тукая.